# Aechmophorus
Aechmophorus là một chi chim trong họ Podicipedidae,hay có thể gọi với cái tên là Chim lặn phương Tây .Đây là loài chim lặn lớn nhất Bắc Mỹ.
Tên khoa học: Aechmophorus occidentalis.
Kích cỡ: Dài 55–75 cm.
Thức ăn: Cá chép,cá trích,cua và côn trùng.
Phân bố: Từ Canada tới Mexico.
Đặc biệt hơn, trong màn kết đôi hấp dẫn, hai chú chim sóng đôi lướt trên mặt nước với chiếc cổ dài vươn cao. Chỏm lông trên đầu chúng có thể đen mướt quanh năm.

## Hình ảnh

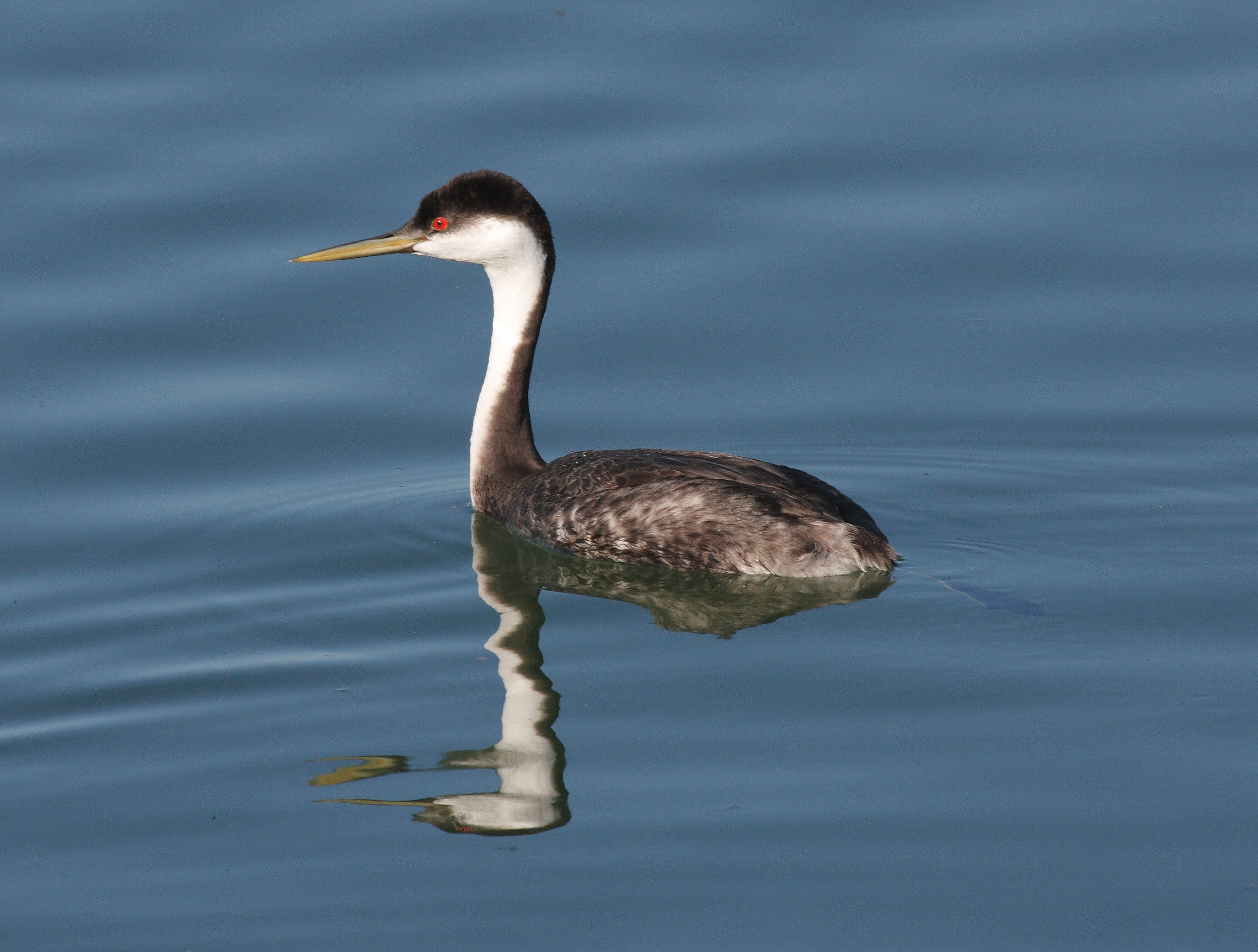
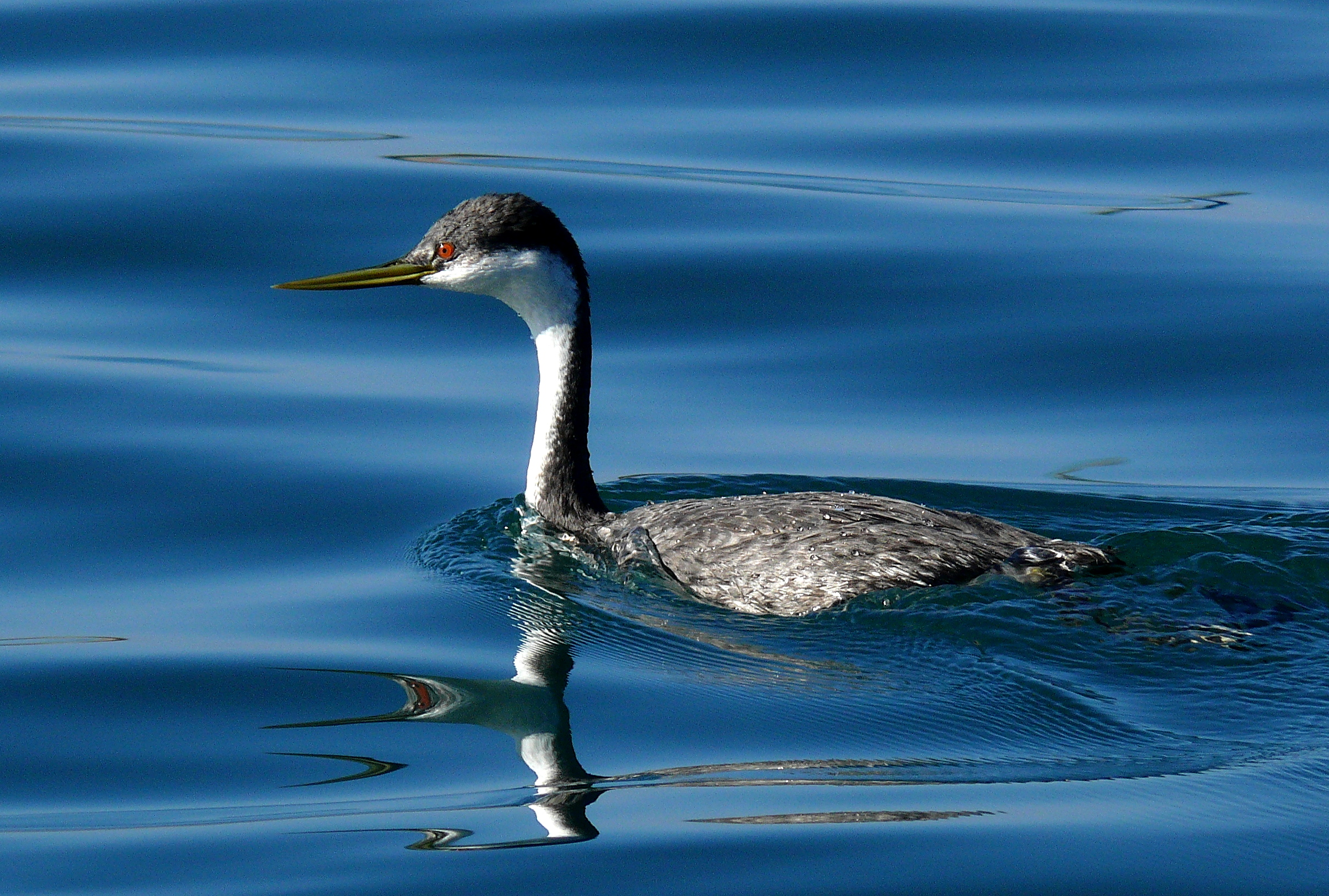
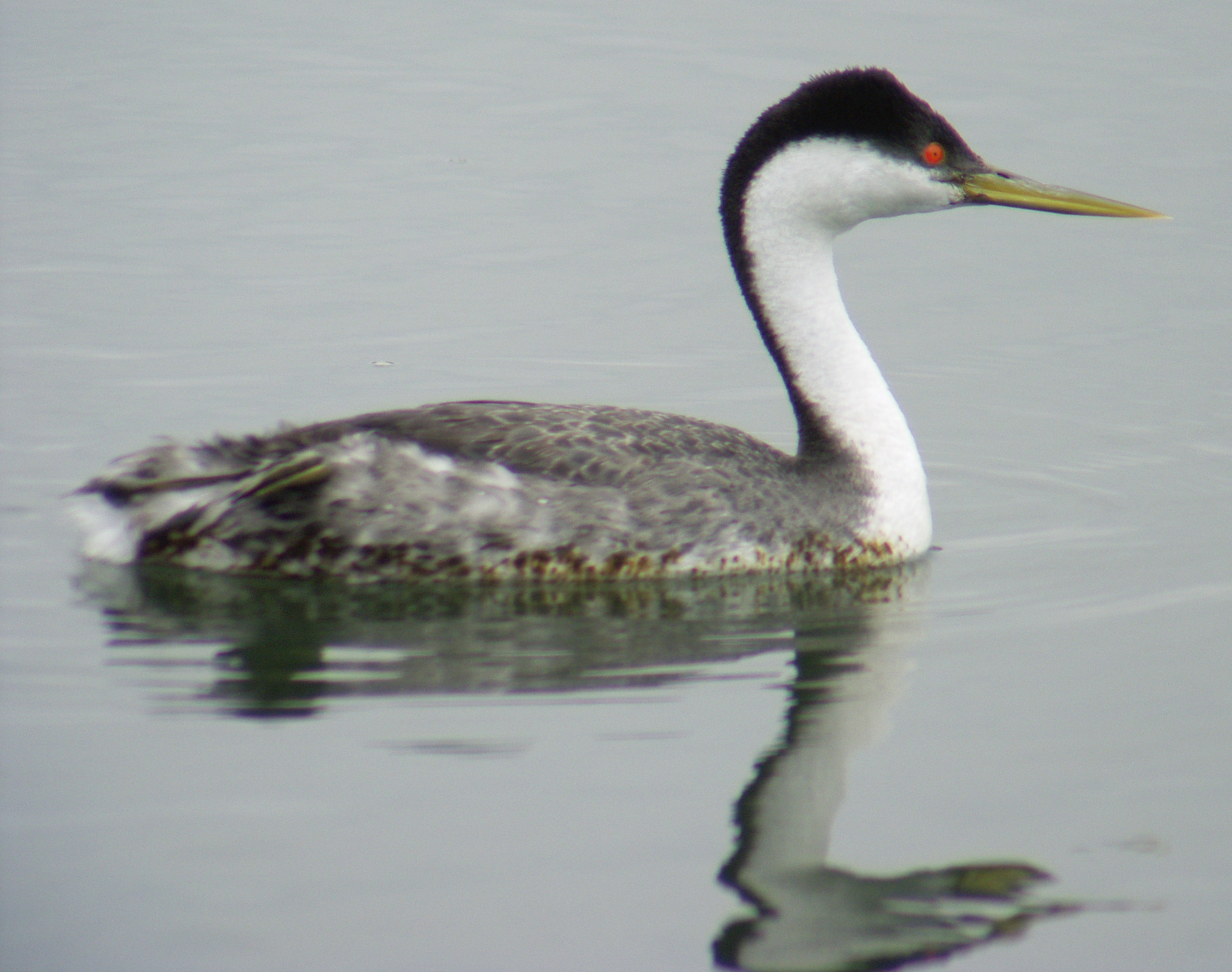
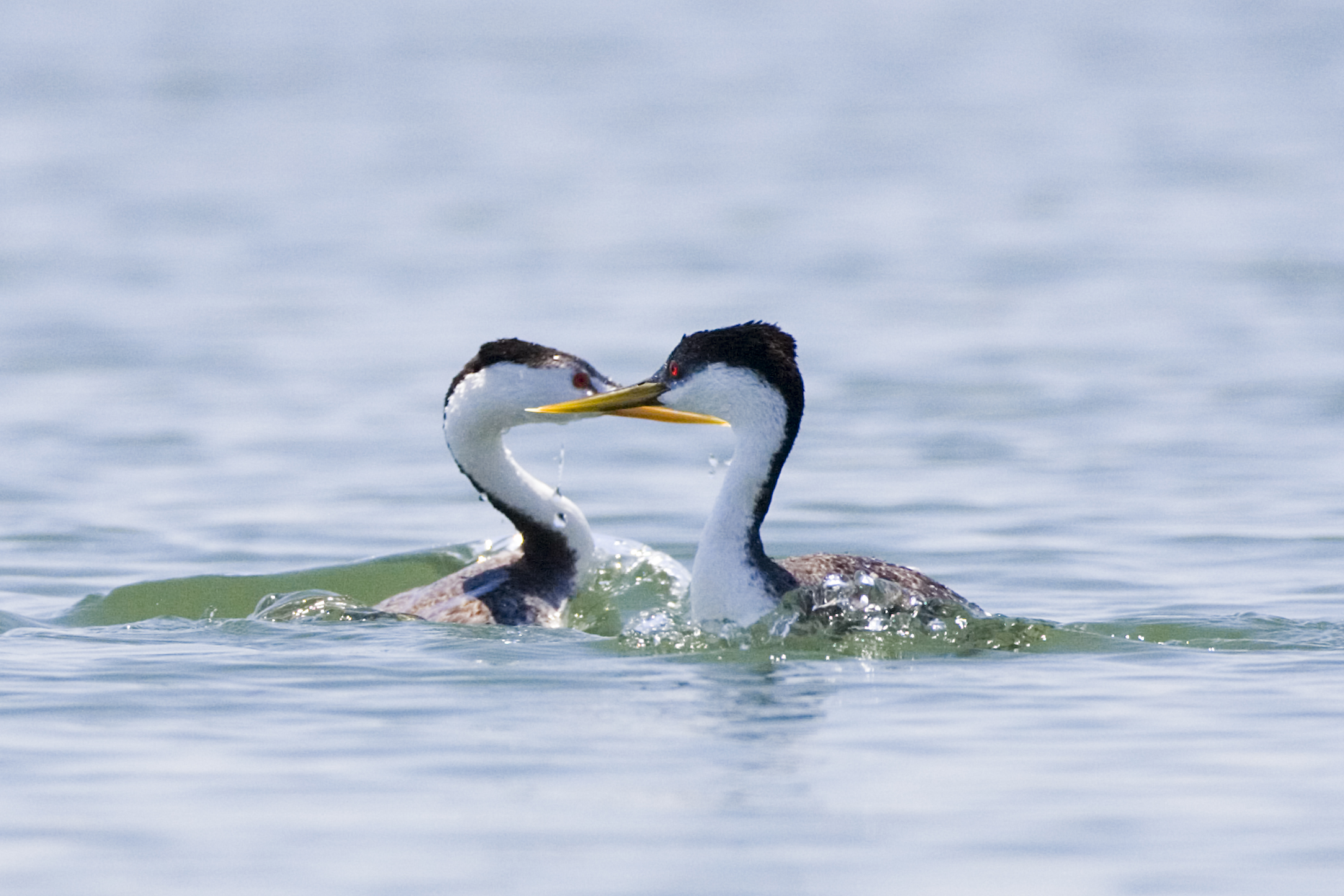
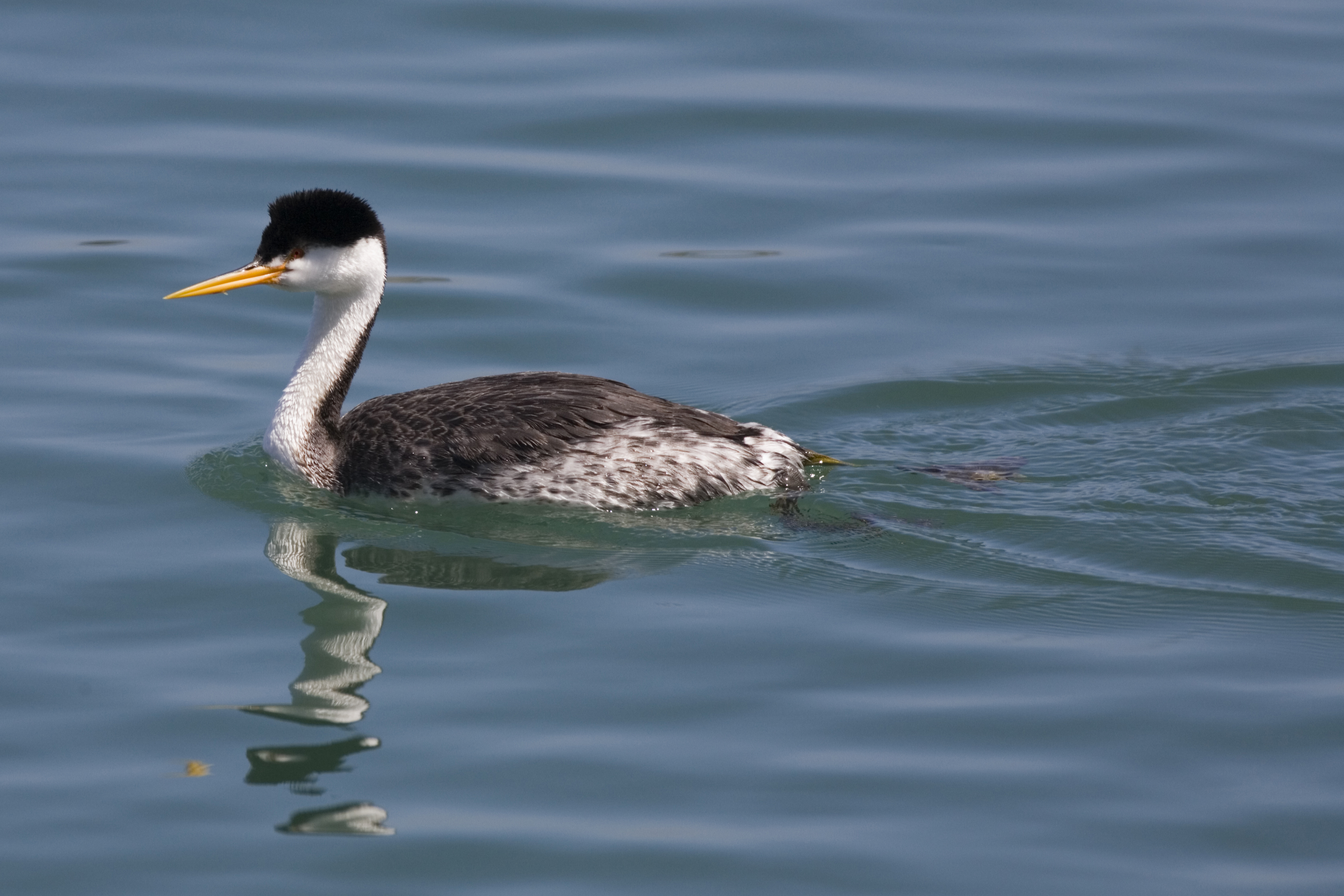